# Mamacuna

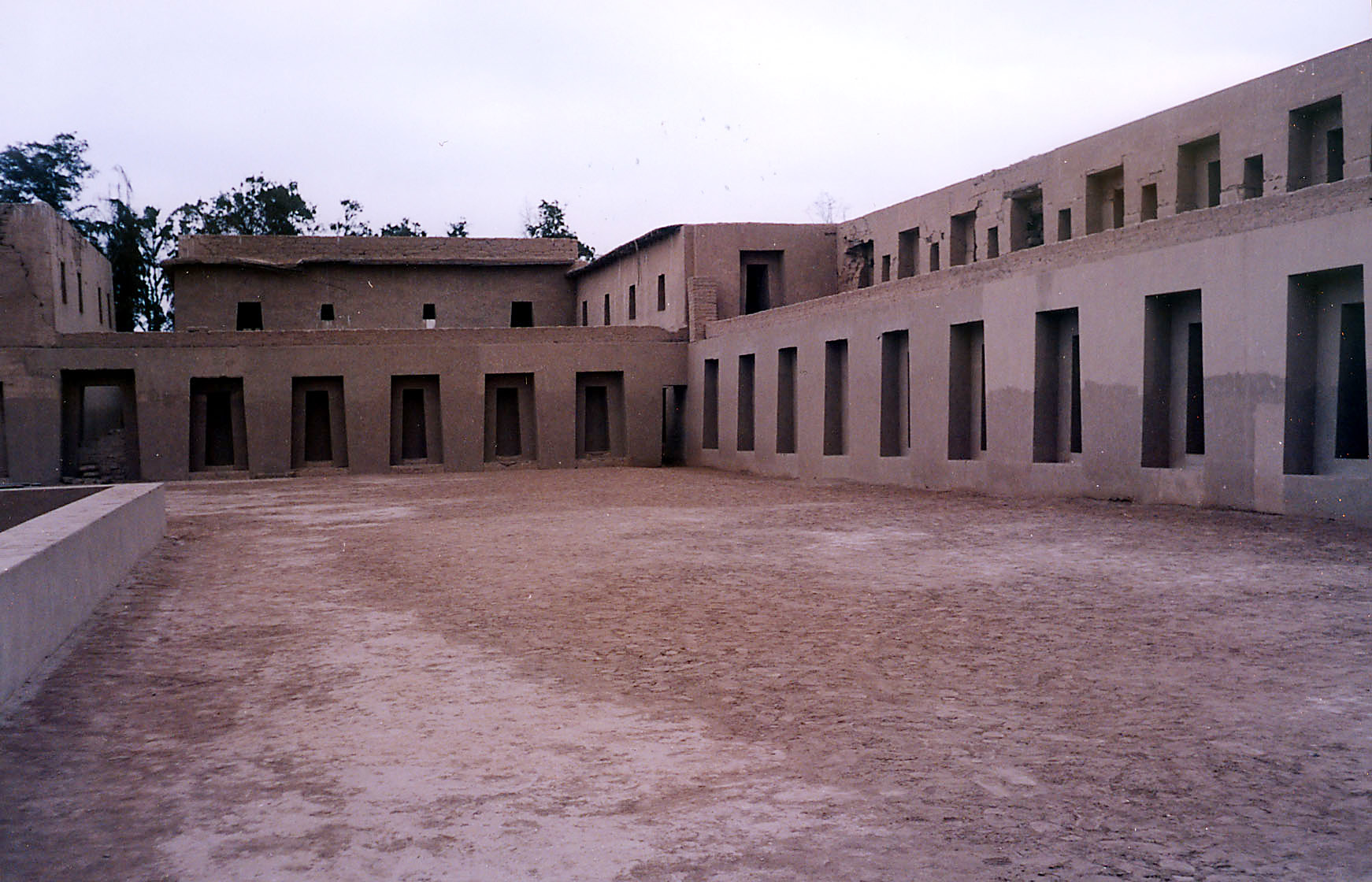
Sítio arqueológico de Pachacamac, Mamacona, no vale de Lurín, 31 km ao sul de Lima (Peru). Residência das mulheres eleitas para dedicar ao culto do sol.

Mama-Cuna era, na mitología inca, a soma sacerdotisa que instruía e vigiava às Acllas, Ñustas ou Vírgens do Sol durante o Império inca para que se dedicassem a seu dever religioso. Por extensão chama-se também assim ao edifício onde eram enclausuradas e à instituição de ensino em geral.

## Origem
A origem histórica da educação feminina remonta-se à primeira Coya Mama Ocllo esposa de Manco Cápac, rainha que instrui às mulheres nos ofícios alocados para as mulheres da época, a fiar, tecer algodão e lã e fazer de vestir para si e para seus maridos e filhos. Pachacútec parece ter difundido a educação feminina em todo o âmbito do Tahuantinsuyo. Também ensinava às mulheres a cozinhar, tecer e atender ao inca.

## Função
Bem como o Amauta representa a máxima caracterização do homem de saber, a Mamacuna constitui o elemento reitor da pedagogia feminina. Seu centro de ação foi o Acllahuasi ou casa das escolhidas, dedicada à preparação feminina e ensino prático por antonomásia. Preparam-se as mulheres para o lar, as tarefas domésticas ou o sacerdócio. Esta educação tem também um sentido de casta e matizes peculiares, porque é a preparação de uma elite característica e outra de tipo menor, doméstica, forjada através do exemplo e experiência quotidianas.